# رئیس مجلس شورای اسلامی
رئیس مجلس شورای اسلامی به وسیلهٔ رأی مستقیم نمایندگان مجلس شورای اسلامی برای یک دوره یک ساله برگزیده می‌شود و با توجه به آئین‌نامه داخلی مجلس شورای اسلامی تکرار یک دوره منع قانونی ندارد.
رئیس مجلس همچنین رئیس هیئت رئیسه مجلس نیز هست. رئیس مجلس وظیفهٔ ادارهٔ مجلس را بر عهده دارد و در صورت حضور نداشتن وی در جلسه، به ترتیب نایب اول و نایب دوم، عهده‌دار این سمت خواهند بود.
نخستین رئیس مجلس شورای اسلامی اکبر هاشمی رفسنجانی بود و پس از وی به ترتیب مهدی کروبی، علی‌اکبر ناطق نوری، مهدی کروبی، غلامعلی حداد عادل، علی لاریجانی، و محمدباقر قالیباف برای این جایگاه برگزیده شدند.

## وظایف و اختیارات

### درون مجلس
بخشی از اختیاراتی که به رئیس مجلس داده شده در قانون اساسی گنجانده شده‌است. این اختیارات البته بیشتر مربوط به ارتباط مجلس با دیگر قوا است و به اختیارات رئیس مجلس که مورد مناقشه نمایندگان است ارتباط ندارد. یکی از اختیارات مهم رئیس مجلس که در برخی از دولت‌ها موضوع مناقشه بوده در اصول ۸۵ و ۱۳۸ قانون اساسی به او داده شده‌است. بر پایه این اصول قانون اساسی، تصویب‌نامه‌های دولت و شوراهای زیر نظر دولت که جنبه قانون‌گذاری دارد باید به تأیید رئیس مجلس برسد.
وظایف و اختیارات رئیس مجلس (ماده ۲۱):
1. اداره جلسات مجلس به‌شرح مواد این آیین‌نامه
2. اداره کلیه امور اداری، مالی، استخدامی، و سازمانی مجلس
3. امضای کلیه احکام استخدامی بر پایه آیین‌نامه استخدامی کارکنان مجلس و سایر قوانین و مقررات
4. امضای کلیه نامه‌های مربوط به امور قانونگذاری و پارلمانی مجلس
5. حضور در نهادهای قانونی که رئیس مجلس عضو آن‌ها است.
6. ارائه گزارش کامل از تصمیمات و اقدامات هیئت رئیسه در رابطه با مسائل گوناگون مربوط به مجلس و واحدهای تابعه آن هر سه ماه یک‌بار به نمایندگان
7. سایر موارد مذکور در قانون اساسی و دیگر مقررات

### بیرون از مجلس
یکی از اختیارات دیگر رئیس مجلس، ابلاغ قوانین است و اگر رئیس‌جمهور مصوبات مجلس که به تأیید شورای نگهبان رسیده را نادیده بگیرد رئیس مجلس آن را ابلاغ خواهد کرد.یکی دیگر از اختیارات او که برخی آن را برخلاف تفکیک قوا می دانند این هست که طبق اصل ۱۳۸ قانون اساسی ایران هرگاه رئیس‌مجلس مصوبه کمیسیونهای‌دولت یا خود هیات‌وزیران را برخلاف قوانین بیابد با ذکر دلیل برای تجدید‌نظر به دولت می فرستد و اگر دولت آن تغییرات را اعمال نکند ان مصوبه قابلیت اجرایی ندارد؛البته ان دسته از مصوبات ارکان قوه مجریه که خارج از دولت اند همانند شورای عالی اداری،شورای عالی آموزش و پرورش و... قابلیت رسیدگی توسط رییس‌مجلس‌را ندارند. همچنین رئیس مجلس یکی از اعضای شورای موقت ریاست‌جمهوری ایران است که در صورت استعفای رئیس‌جمهور تشکیل می‌شود و تا زمان تعیین جانشین او فعالیت می‌کند.
عضویت رئیس مجلس در شورای عالی امنیت ملی، شورای عالی انقلاب فرهنگی، و مجمع تشخیص مصلحت نظام نیز جایگاه او را با دیگر نمایندگان و نایب رئیسان متفاوت می‌کند.

### اختیارات فرا قانونی
به جز اختیاراتی که در قانون برای رئیس مجلس پیش‌بینی شده نشست سران قوه در دوره رهبری آیت الله خمینی و همچنین در مقاطعی از رهبری آیت الله خامنه‌ای اختیارات فرا قانونی داشته‌است.

## فهرست
| ر.  | نام              | نام                                       | نگاره                          | آغاز تصدی                             | پایان تصدی         | حوزهٔ انتخابیه                         | فراکسیون      | دوره           | م.            |
| --- | ---------------- | ----------------------------------------- | ------------------------------ | ------------------------------------- | ------------------ | ------------------------------------- | ------------- | -------------- | ------------- |
| ۱   |                  | اکبر هاشمی رفسنجانی (۱۳۹۵–۱۳۱۳)           |                                | ۲۹ تیر ۱۳۵۹                           | ۱۳۶۳               | تهران، ری و شمیران                    | حزب‌الله       | ۱ (۱۳۶۳–۱۳۵۹)  | [ ۸ ]         |
| ۱   | ۲۷–۸ خرداد ۱۳۶۳  | ۲۷–۸ خرداد ۱۳۶۳                           | تهران، ری و شمیران             | حزب‌الله                               | ۲ (۱۳۶۷–۱۳۶۳)      |                                       |               |                |               |
| ۱   | ۱۳۶۳             | اکبر هاشمی رفسنجانی (۱۳۹۵–۱۳۱۳)           | تهران، ری و شمیران             | حزب‌الله                               | ۲ (۱۳۶۷–۱۳۶۳)      | ۱۳۶۷                                  | [ ۹ ]         |                |               |
| ۱   |                  | اکبر هاشمی رفسنجانی (۱۳۹۵–۱۳۱۳)           | ۱۷–۸ خرداد ۱۳۶۷                | ۱۷–۸ خرداد ۱۳۶۷                       | تهران، ری و شمیران | —                                     | ۳ (۱۳۷۱–۱۳۶۷) | [ ۱۰ ]         |               |
| ۱   | ۱۳۶۷             | اکبر هاشمی رفسنجانی (۱۳۹۵–۱۳۱۳)           | ۲۴ مرداد ۱۳۶۸                  | [ ۱۱ ] [ ۱۲ ]                         | تهران، ری و شمیران | —                                     | ۳ (۱۳۷۱–۱۳۶۷) |                |               |
| ۲   |                  | مهدی کروبی (زادهٔ ۱۳۱۶)                    |                                | ۲۵ مرداد ۱۳۶۸                         | ۱۳۷۱               | تهران، ری و شمیران                    | ۳ (۱۳۷۱–۱۳۶۷) | خط امام        | [ ۱۳ ] [ ۱۴ ] |
| ۳   |                  | علی‌اکبر ناطق نوری (زادهٔ ۱۳۲۳)             |                                | ۱۲–۹ خرداد ۱۳۷۱                       | ۱۲–۹ خرداد ۱۳۷۱    | تهران، ری و شمیران                    | —             | ۴ (۱۳۷۵–۱۳۷۱)  | [ ۱۵ ]        |
| ۳   | ۱۳۷۱             | علی‌اکبر ناطق نوری (زادهٔ ۱۳۲۳)             | ۱۳۷۵                           | [ ۱۶ ] [ ۱۷ ]                         |                    | تهران، ری و شمیران                    | —             | ۴ (۱۳۷۵–۱۳۷۱)  |               |
| ۳   | ۱۶–۱۳ خرداد ۱۳۷۵ | ۱۶–۱۳ خرداد ۱۳۷۵                          | تهران، ری، شمیرانات و اسلامشهر | حزب‌الله                               | ۵ (۱۳۷۹–۱۳۷۵)      | [ ۱۸ ]                                |               |                |               |
| ۳   | ۱۳۷۵             | علی‌اکبر ناطق نوری (زادهٔ ۱۳۲۳)             | تهران، ری، شمیرانات و اسلامشهر | حزب‌الله                               | ۵ (۱۳۷۹–۱۳۷۵)      | ۱۳۷۹                                  | [ ۱۹ ] [ ۲۰ ] |                |               |
| (۲) |                  | مهدی کروبی (زادهٔ ۱۳۱۶)                    |                                | ۲۲–۱۰ خرداد ۱۳۷۹                      | ۲۲–۱۰ خرداد ۱۳۷۹   | تهران، ری، شمیرانات و اسلامشهر        | دوم خرداد     | ۶ (۱۳۸۳–۱۳۷۹)  | [ ۲۱ ]        |
| (۲) | ۱۳۷۹             | مهدی کروبی (زادهٔ ۱۳۱۶)                    | ۱۳۸۳                           | [ ۲۲ ]                                |                    | تهران، ری، شمیرانات و اسلامشهر        | دوم خرداد     | ۶ (۱۳۸۳–۱۳۷۹)  |               |
| ۴   |                  | غلامعلی حداد عادل (زادهٔ ۱۳۲۴)             |                                | ۱۷–۹ خرداد ۱۳۸۳                       | ۱۷–۹ خرداد ۱۳۸۳    | تهران، ری، شمیرانات و اسلامشهر        | اصول‌گرایان    | ۷ (۱۳۸۷–۱۳۸۳)  | [ ۲۳ ]        |
| ۴   | ۱۳۸۳             | غلامعلی حداد عادل (زادهٔ ۱۳۲۴)             | ۱۳۸۷                           | [ ۲۴ ] [ ۲۵ ]                         |                    | تهران، ری، شمیرانات و اسلامشهر        | اصول‌گرایان    | ۷ (۱۳۸۷–۱۳۸۳)  |               |
| ۵   |                  | سرتیپ پاسدار علی لاریجانی (زادهٔ ۱۳۳۶)     |                                | ۱۲–۸ خرداد ۱۳۸۷                       | ۱۲–۸ خرداد ۱۳۸۷    | قم                                    | اصول‌گرایان    | ۸ (۱۳۹۱–۱۳۸۷)  | [ ۲۶ ]        |
| ۵   | ۱۳۸۷             | سرتیپ پاسدار علی لاریجانی (زادهٔ ۱۳۳۶)     | ۱۳۹۱                           | [ ۲۷ ] [ ۲۸ ]                         |                    | قم                                    | اصول‌گرایان    | ۸ (۱۳۹۱–۱۳۸۷)  |               |
| ۵   | ۱۶–۸ خرداد ۱۳۹۱  | ۱۶–۸ خرداد ۱۳۹۱                           | قم                             | رهروان ولایت                          | ۹ (۱۳۹۵–۱۳۹۱)      | [ ۲۹ ]                                |               |                |               |
| ۵   | ۱۳۹۱             | سرتیپ پاسدار علی لاریجانی (زادهٔ ۱۳۳۶)     | قم                             | رهروان ولایت                          | ۹ (۱۳۹۵–۱۳۹۱)      | ۱۳۹۵                                  | [ ۳۰ ] [ ۳۱ ] |                |               |
| ۵   | ۱۱–۹ خرداد ۱۳۹۵  | ۱۱–۹ خرداد ۱۳۹۵                           | قم                             | ولایت                                 | ۱۰ (۱۳۹۹–۱۳۹۵)     | [ ۳۲ ]                                |               |                |               |
| ۵   | ۱۳۹۵             | سرتیپ پاسدار علی لاریجانی (زادهٔ ۱۳۳۶)     | قم                             | ولایت                                 | ۱۰ (۱۳۹۹–۱۳۹۵)     | ۳۱ اردیبهشت ۱۳۹۹                      | [ ۳۳ ] [ ۳۴ ] |                |               |
| ۵   | ۱۳۹۵             | سرتیپ پاسدار علی لاریجانی (زادهٔ ۱۳۳۶)     | قم                             | مستقلان ولایی                         | ۱۰ (۱۳۹۹–۱۳۹۵)     | ۳۱ اردیبهشت ۱۳۹۹                      | [ ۳۳ ] [ ۳۴ ] |                |               |
| ۶   |                  | سرتیپ پاسدار محمدباقر قالیباف (زادهٔ ۱۳۴۰) |                                | ۱۳۹۹                                  | ۱۴۰۳               | تهران، ری، شمیرانات، اسلامشهر و پردیس | انقلاب اسلامی | ۱۱ (۱۴۰۳–۱۳۹۹) | [ ۳۵ ]        |
| ۶   | ۱۴۰۳             | سرتیپ پاسدار محمدباقر قالیباف (زادهٔ ۱۳۴۰) | متصدی                          | تهران، ری، شمیرانات، اسلامشهر و پردیس | انقلاب اسلامی      | ۱۲ (اکنون–۱۴۰۳)                       | [ ۳۶ ]        |                |               |

## رئیس سِنی مجلس
نخستین بند از مبحث «تشکیلات قانون‌گذاری» در آیین‌نامه داخلی مجلس به موضوع «هیئت‌های رئیسه مجلس» اشاره دارد که شامل هیئت رئیسه سنی، هیئت رئیسه موقت و هیئت رئیسه دائم می‌شود. براساس ماده ۱۰ این آیین‌نامه، مسن‌ترین فرد از نمایندگان حاضر به عنوان «رئیس سنی» و فرد بعدی به عنوان نایب رئیس و دو نفر از جوان‌ترین نمایندگان حاضر به سمت دبیر تعیین می‌شوند و در جایگاه هیئت رئیسه قرار می‌گیرند. در صورت تساوی سن، هیئت رئیسه سنی با قید قرعه از بین مسن‌ترین و جوان‌ترین نمایندگان حاضر تعیین خواهد شد. وظایف هیئت رئیسه سنی شامل اداره جلسه افتتاحیه، انجام مراسم تحلیف، قرعه‌کشی اسامی نمایندگان برای عضویت در شعب و توزیع اعتبارنامه‌ها بین شعب و اجرای انتخابات هیئت رئیسه موقت است.
| دوره    | سال  | رئیس سنی                  | نایب‌رئیس                   |
| ------- | ---- | ------------------------- | -------------------------- |
| اول     | ۱۳۵۹ | یدالله سحابی              | مهدی بازرگان               |
| دوم     | ۱۳۶۳ | سعید امانی                | احمد امیرزاده ایرانی       |
| سوم     | ۱۳۶۷ | محمدحسین چهرگانی انزایی   | سید محمدحسن نبوی           |
| چهارم   | ۱۳۷۱ | سید محمدباقر مهدوی کرمانی | احمد مرادی                 |
| پنجم    | ۱۳۷۵ | سید محمود نوری‌زاده        | غلام‌حیدر ابراهیم بای سلامی |
| ششم     | ۱۳۷۹ | محمدعلی شیخ               | قاسم معماری                |
| هفتم    | ۱۳۸۳ | محمدعلی شیخ               | سید عباس پاک‌نژاد           |
| هشتم    | ۱۳۸۷ | محمدتقی رهبر              | حسین هاشمیان               |
| نهم     | ۱۳۹۱ | سید علیرضا مرندی          | رضا آشتیانی عراقی          |
| دهم     | ۱۳۹۵ | عبدالرضا هاشم‌زائی         | سید مصطفی ذوالقدر          |
| یازدهم  | ۱۳۹۹ | سید رضا تقوی              | سید مصطفی میرسلیم          |
| دوازدهم | ۱۴۰۳ | علاءالدین بروجردی         | حسین‌علی شهریاری            |